# Солнечное затмение 18 августа 1868 года
Со́лнечное затме́ние 18 а́вгуста 1868 го́да, также известное как затме́ние короля́ Сиа́ма, — полное солнечное затмение. Максимальная продолжительность полной фазы превышала 6 минут, затмение хотя бы в частной фазе можно было наблюдать в основном в восточной части Африки и южной части Азии, а также в части Океании. В результате наблюдения солнечных протуберанцев во время этого затмения был открыт гелий. Король Сиама, Монгкут, предсказал это затмение и участвовал в экспедиции по его наблюдению.

## Характеристики
Солнечное затмение произошло 18 августа 1868 года. Затмение было полным, его максимальная фаза составила 1,0756, а ширина тени — 245,1 км. Максимальная фаза затмения была достигнута в точке с координатами 10,6° северной широты и 102,2° восточной долготы. Длительность полной фазы затмения в этой точке составила 6 минут 47 секунд.
Частные фазы затмения наблюдались в небольшой юго-восточной части Европы, в восточной части Африки, затем в Азии: во всей западной Азии, в южной части центральной Азии, в южной и в юго-восточной Азии и на большей части территории Китая, и, наконец, в части Океании: в Новой Гвинее и практически во всей Австралии. Полоса полной фазы затмения началась на территории нынешней Эфиопии, частично проходила через Йемен, пересекла Индию, затем Индокитай и Индонезию, небольшую южную часть Новой Гвинеи и северную оконечность Австралии.

## Наблюдение современниками

### Открытие гелия
Во время этого затмения несколько учёных проводили спектроскопические наблюдения солнечных протуберанцев. Французский астроном Пьер Жансен, находясь в Гунтуре, в Индии, проводил наблюдения и обнаружил в хромосфере Солнца яркую спектральную линию жёлтого цвета, на длине волны 587,49 нм. Этот результат считается первым в истории наблюдением гелия: этот химический элемент действительно создаёт излучение в этой линии, но на момент наблюдения ещё не был известен. Однако сам Жансен посчитал, что излучение в этой линии создаётся натрием, поскольку эта линия находилась близко к фраунгоферовым линиям D1 и D2, которые, как уже было известно, создавались натрием.
Позднее, 20 октября того же года Норман Локьер независимо обнаружил эту же спектральную линию в спектре Солнца и заметил, что она не совпадает с линиями D1 и D2 — Локьер назвал её D3. Он сделал вывод, что открыл новый химический элемент, который по месту его обнаружения назвал гелием (от греч. ἥλιος — Солнце). На Земле гелий был обнаружен позже: это сделал Уильям Рамзай только в 1895 году.

### Предсказание и наблюдение королём Сиама

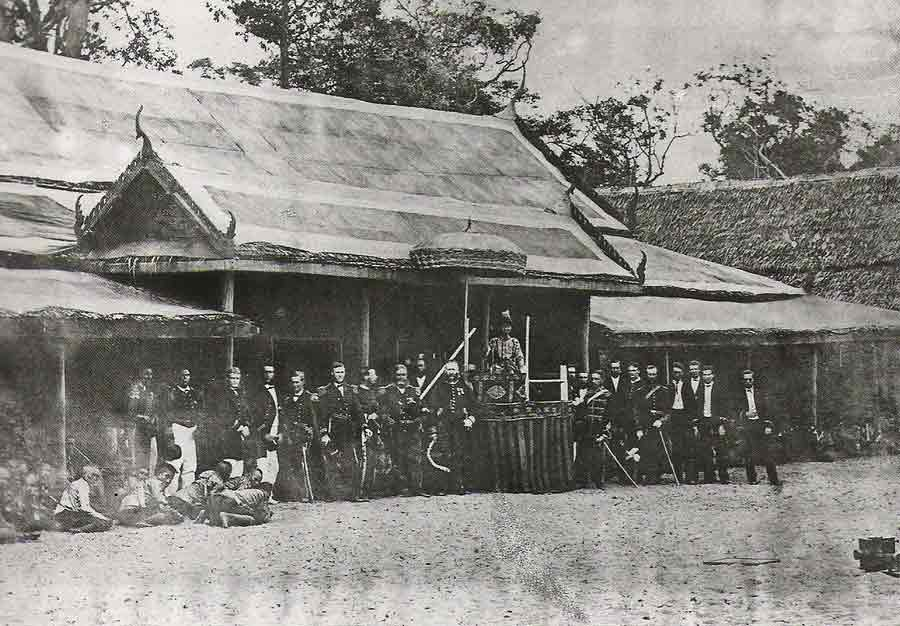
Король Монгкут во время экспедиции для наблюдения затмения

Король Сиама в то время, Монгкут, был любителем астрономии, следил за достижениями современной науки и даже имел собственную обсерваторию. При этом король занимался и астрологией, хотя и критиковал своих придворных астрологов за то, что те не обращали должного внимания на современную астрономическую технику. В то время народ в Сиаме считал солнечные затмения вестниками несчастий, а сам процесс затмения представлялся как попытка дракона проглотить Солнце. Король предполагал, что если он сможет точно предсказать затмение, то страх народа перед этим явлением уменьшится.
В 1866 году Монгкут смог рассчитать время и место, где будет наблюдаться затмение 18 августа 1868 года, а также его продолжительность. Европейские астрономы также проводили подобные расчёты, но оказалось, что король предсказал продолжительность затмения на 2 секунды более точно, чем они.
Монгкут организовал экспедицию для наблюдения затмения, в которой участвовал лично, а также пригласил французских астрономов. Когда затмение наконец произошло, европейские учёные убедились в том, что король действительно был продвинутым астрономом. Впоследствии затмение 1868 года стало известно как затмение короля Сиама. Во время экспедиции некоторые её участники, в том числе и сам Монгкут, заразились малярией, и 18 октября того же года король скончался.